# 大台南公車橘12線
大台南公車橘12線為大台南公車的14條橘支線之一，由興南客運營運。起站麻豆轉運站出發，經由善化轉運站、新市火車站、鹽行、大橋、兵仔市、臺南火車站，終點則行駛至臺南轉運站。於2013年6月1日起隨橘幹支線整併後通車。
根據2019年運量統計，本線運量為11萬8044人次，在全臺南市公車路線運量排第33名。 

## 歷史
- 2013年6月1日：因應大台南公共運輸政策，原興南客運的7636路（安工區－西港－麻豆）公路客運路線改制為橘12線，並於同日通車。
- 2013年6月30日：因逢走馬瀨農場舉辦活動，故橘幹支線免費搭乘活動延長至7月7日結束。
- 2013年7月7日：免費搭乘活動結束。
- 2014年11月13日：原「善化火車站」更名為「善化轉運站」，候車位置遷移至火車站前候車亭。
- 2015年6月8日：新增「晉江里北」招呼站。
- 2015年7月1日：新增「無障礙之家」招呼站。
- 2015年8月1日：新增「移民署」招呼站。
- 2015年8月15日：原「無障礙之家」站更名為「無障礙福利之家」。
- 2015年9月14日：原「果菜市場」站更名為「麻豆轉運站」，候車位置由市道176線上候車亭改至轉運站前[4]。
- 2016年1月1日：新增「什美」招呼站。
- 2016年3月10日：「台電配電公司」站（往台南）取消停靠。
- 2016年4月30日：原「中華、中華二路口」站更名為「中華路、勝華街口」，另新增「中華、中華二路口」招呼站（沿用舊站名）。
- 2016年6月2日：原「戲院前」站更名為「電姬戲院」。
- 2016年8月15日：原「南臺科技大學」站更名為「尚頂里」。
- 2018年1月15日：新增「萬聖公」招呼站。
- 2018年6月27日：原「善化公所」站更名為「善化區公所」。
- 2018年10月25日：原「成大醫院」站更名為「成大醫院（小東路）」。
- 2019年1月8日：配合南鐵C211標小東路地下道施工禁行大客車而改道行駛開元陸橋，暫時取消停靠「成功大學」站，臨時停靠「成大醫院（勝利路）」站。
- 2019年9月1日：原「臺南公園（公園路）」站更名為「臺南轉運站」。
- 2020年8月28日：原「大崎」站更名為「大崎（家樂福中正店）」。
- 2020年10月18日：南鐵C211標小東路地下道施工完成開放大客車行駛，恢復停靠「成功大學」站，不再停靠「成大醫院（勝利路）」站。
- 2020年12月4日：新增「文聖廟」招呼站（往麻豆轉運站）。
- 2023年5月4日：裁撤「新市火車站（省道）」招呼站。
- 2024年3月11日：部分班次繞駛「三舍中安宮」招呼站，原得力實業、佳和公司兩站暫不停靠。

## 路線基本資料
- 全程行車里程數：38.3公里。
- 全程行車時間：約100分。
- 行經行政區域：臺南市麻豆區、善化區、新市區、永康區、東區、北區。
- 主要行駛道路：台19甲線、台1線、市道180號。

### 停站
- 參見右側站牌路線圖。

### 使用車輛
- 日本TOYOTA COASTER XZB50L-ZEMSYR中巴（麻豆站、安工站）
- 瑞典VOLVO B7RLE低地板公車（安工站，與紅支線混和運用）
- 瑞典VOLVO B8RLE低地板公車（安工站，與紅幹支線混和運用）

### 過往使用車輛
- 日本HINO RK8JRSA（全數報廢或繳牌）

### 收費
依里程計費，刷卡前8公里免費，轉乘再優惠9元

## 外部連結
- 大台南公車橘12線路線圖&時刻表
- 大台南公車 （页面存档备份，存于）
- 興南客運 （页面存档备份，存于）